# Val-de-Ruz (district)
Val-de-Ruz is een voormalig district van het kanton Neuchâtel. De hoofdplaats was Cernier in de gemeente Val-de-Ruz. De districten van Neuchâtel werden op 31 december 2017 opgeheven.
Tot het district behoorden de volgende gemeenten:
| Gemeentenaam | Inwoners (31/12/2014) | Oppervlakte (km²) |
| ------------ | --------------------- | ----------------- |
| Val-de-Ruz   | 16,339                | 124,26            |
| Valangin     | 492                   | 3,76              |
| Totaal (2)   | 16,891                | 128,02            |